# Zwischenkriegszeit

Politische Karte Europas während der Zwischenkriegszeit

Unter Zwischenkriegszeit (vereinzelt auch lat. Interbellum) versteht man, vor allem in Europa, die Zeit zwischen dem Ersten Weltkrieg und dem Zweiten Weltkrieg. Sie begann mit dem 11. November 1918, an dem der erste Waffenstillstand von Compiègne verkündet wurde, und endete mit dem deutschen Überfall auf Polen am 1. September 1939.

## Europa

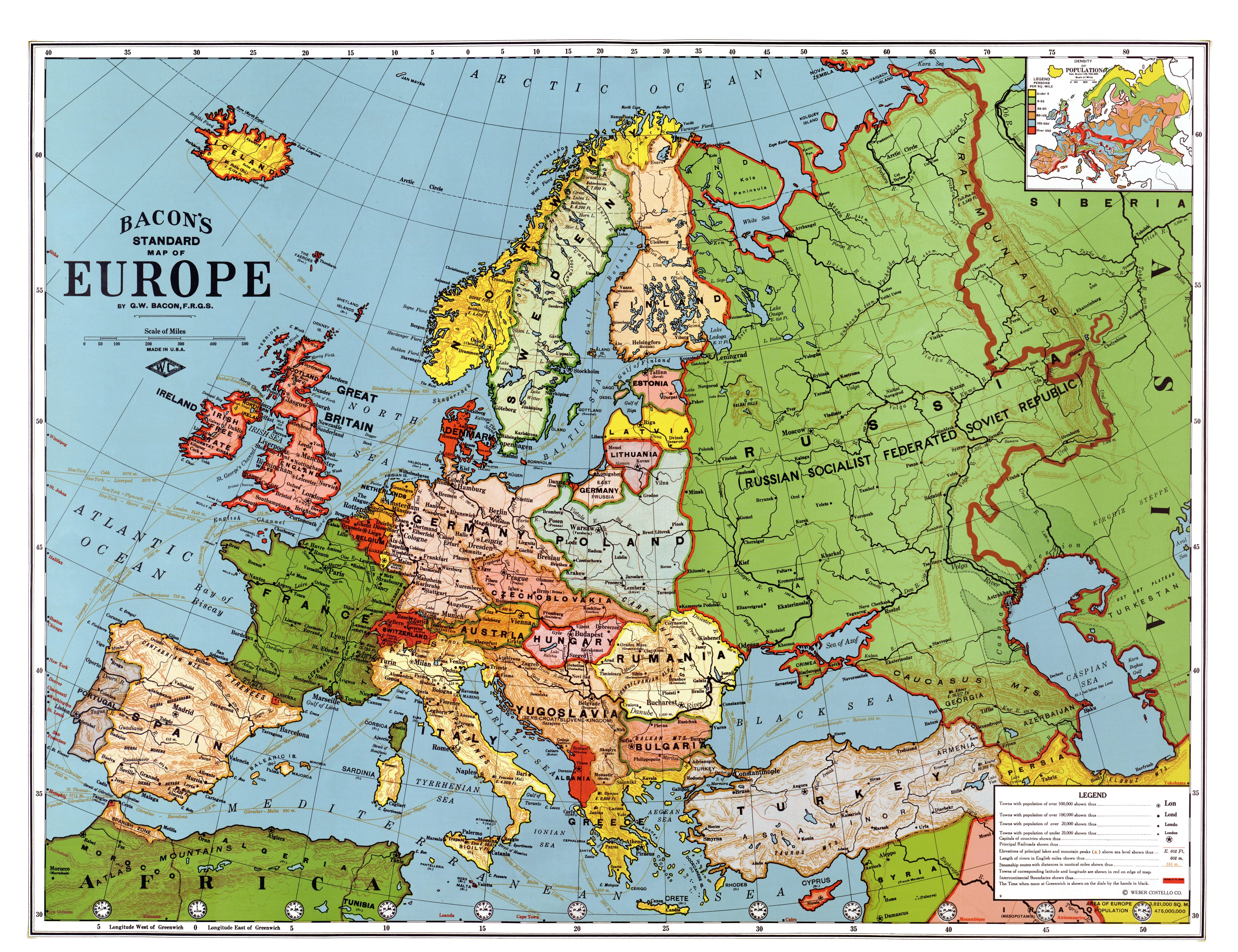
Europa, 1923

Die zwei Jahrzehnte zwischen dem Ersten und dem Zweiten Weltkrieg werden in der Historiographie einmütig als Phase besonders ausgeprägter politischer und wirtschaftlicher Instabilität und Krisenhaftigkeit beschrieben.

### Wirtschaft
Ökonomisch drückte sich diese Instabilität aus durch Phasen der Hyperinflation (in Deutschland und Österreich vom Kriegsende des Ersten Weltkriegs bis 1923), in der viele Staaten versuchten, Reparationen, Kriegskosten und den Wiederaufbau durch eine vermehrte Geldmenge zu finanzieren, bis die Währung zusammenbrach und eine Währungsreform stattfand, vor allem aber durch die Weltwirtschaftskrise, die mit dem „Börsen-Crash“ von 1929 begann und bis weit in die 1930er Jahre anhielt.

### Politik
Die politische Instabilität der Zwischenkriegszeit führte zum Zusammenbruch vieler der jungen Demokratien, die in der Nachkriegszeit entstanden waren und zur Entstehung einer Vielzahl autoritärer Regime (etwa in Polen, Rumänien, Estland, Griechenland, Österreich bis 1938) und faschistischer Diktaturen (mit dem italienischen Faschismus als Vorreiter und in besonders extremer Weise im Deutschen Reich von 1933 bis 1945). Als Gründe für diese Entwicklungen werden in der Geschichtswissenschaft verschiedene Faktoren diskutiert, neben der Weltwirtschaftskrise, die Entstehung von politischen Massenbewegungen, die gegen die bürgerliche Demokratie gerichtet sind (wie sie der Faschismus und der Marxismus-Leninismus darstellen), auch die Polarisierung von Eliten.
Mit dem Begriff Zweiter Dreißigjähriger Krieg wird dieser Instabilität in der Zwischenkriegszeit Rechnung getragen und eine enge Verknüpfung mit den beiden Kriegen hergestellt.
Die Datierung der Zwischenkriegszeit ist nicht überall gleich. In einzelnen Ländern, wie zum Beispiel den Niederlanden, wird als das Ende der Zwischenkriegszeit der Zeitpunkt des Einmarsches deutscher Truppen angesehen. In Österreich wird eher der Anschluss 1938 als das Ende der Zwischenkriegszeit bezeichnet.

### Bewaffnete Auseinandersetzungen
Die Zwischenkriegszeit war keine Zeit des Friedens. In Deutschland und Europa fanden weiterhin militärische Konflikte statt. Gleichzeitig entwickelten sich Grenzkonflikte zwischen vielen unabhängig gewordenen Staaten Mittel- und Osteuropas: Rumänien kämpfte mit Ungarn um Siebenbürgen, Jugoslawien kämpfte mit Italien um Rijeka, Polen kämpfte mit der Tschechoslowakei um Teschen, mit Deutschland um Posen (siehe Großpolnischer Aufstand) und mit der Ukraine um Galizien (siehe Polnisch-Ukrainischer Krieg). Die Ukrainer, Belarussen, Litauer, Esten und Letten bekämpften sich gegenseitig und die Russen. Winston Churchill kommentierte bissig: „Der Krieg der Giganten ist zu Ende, der Hader der Pygmäen hat begonnen.“
Deutsche Freikorps kämpften 1919 im Baltikum mit zeitweiliger Unterstützung Großbritanniens gegen sowjetrussische Truppen, 1920/21 in Oberschlesien gegen polnische Insurgenten, welche von regulären Truppen verstärkt wurden. Im Frühling 1920 war Bürgerkrieg im Ruhrgebiet. Im Jahr 1923 kam es in Deutschland zur Besetzung des Ruhrgebiets durch französische und belgische Truppen. Im selben Jahr wagten Kommunisten einen Aufstand in Hamburg, der ebenso wie der Münchener Hitlerputsch der Nazis scheiterte. Militante Auseinandersetzungen waren, besonders in der Anfangs- und Endphase der Weimarer Republik, fast an der Tagesordnung.
Insbesondere Polen und Sowjetrussland waren nach 1918, in ihrem Bestreben, ihr Territorium zu vergrößern, in militärische Auseinandersetzungen verwickelt. Im polnisch-ukrainischen Krieg von 1918 und 1919 kämpften die Streitkräfte der Zweiten Polnischen Republik und der Westukrainischen Volksrepublik um die Kontrolle über Ostgalizien nach der Auflösung von Österreich-Ungarn. Polen und die Sowjetunion führten seit 1919 Krieg gegeneinander (Polnisch-Sowjetischer Krieg). Von 1918 bis 1920 befanden sich Kärnten und Jugoslawien im militärischen Konflikt. Estland kämpfte von 1918 bis 1920 um seine Unabhängigkeit (Estnischer Freiheitskrieg), während in der ersten Jahreshälfte 1918 der Finnische Bürgerkrieg tobte. Von 1919 bis 1923 dauerte der Griechisch-Türkische Krieg.
Im Irischen Unabhängigkeitskrieg führte die Irisch Republikanische Armee (IRA) von Januar 1919 bis Juli 1921 eine Art Guerilla-Kampf gegen die britische Regierung in Irland. Von Juni 1922 bis April 1923 befand sich Irland im Bürgerkrieg. 1936 begann der Spanische Bürgerkrieg, der bis 1939 andauerte.

### Deutschland
Für die Entwicklung in Deutschland zwischen den beiden Weltkriegen wird der Begriff Zwischenkriegszeit selten verwendet wegen der scharfen Zäsur des Jahres 1933, die die Zwischenkriegszeit in die Weimarer Republik und die Zeit des Nationalsozialismus teilt.
Die politischen Entwicklungen dieser Jahre lassen sich wie folgt gliedern:
- 9. November 1918 bis 29. Januar 1933 Weimarer Republik:
  - 1918 bis 1923: Novemberrevolution, Kapp-Putsch, Hitlerputsch, Hyperinflation
  - 1923 bis 1929: Goldene Zwanziger
  - 1929 bis 1933: Weltwirtschaftskrise, Präsidialkabinette, Notverordnungen
- ab 30. Januar 1933: Nationalsozialismus, Diktatur

### Portugal
Von 1910 bis 1926 wurde Portugal demokratisch regiert. Am 28. Mai 1926 putschte General Gomes da Costa.
Am 5. Juli 1932 ernannte die Militärregierung Salazar zum Ministerpräsidenten. Dieser diktierte 1933 eine neue Verfassung und schuf den Estado Novo. Alle Parteien außer der Nationalen Union waren verboten, Oppositionelle wurden von der 1933 gegründeten geheimen Staatspolizei (PIDE) verfolgt.

## Außerhalb Europas

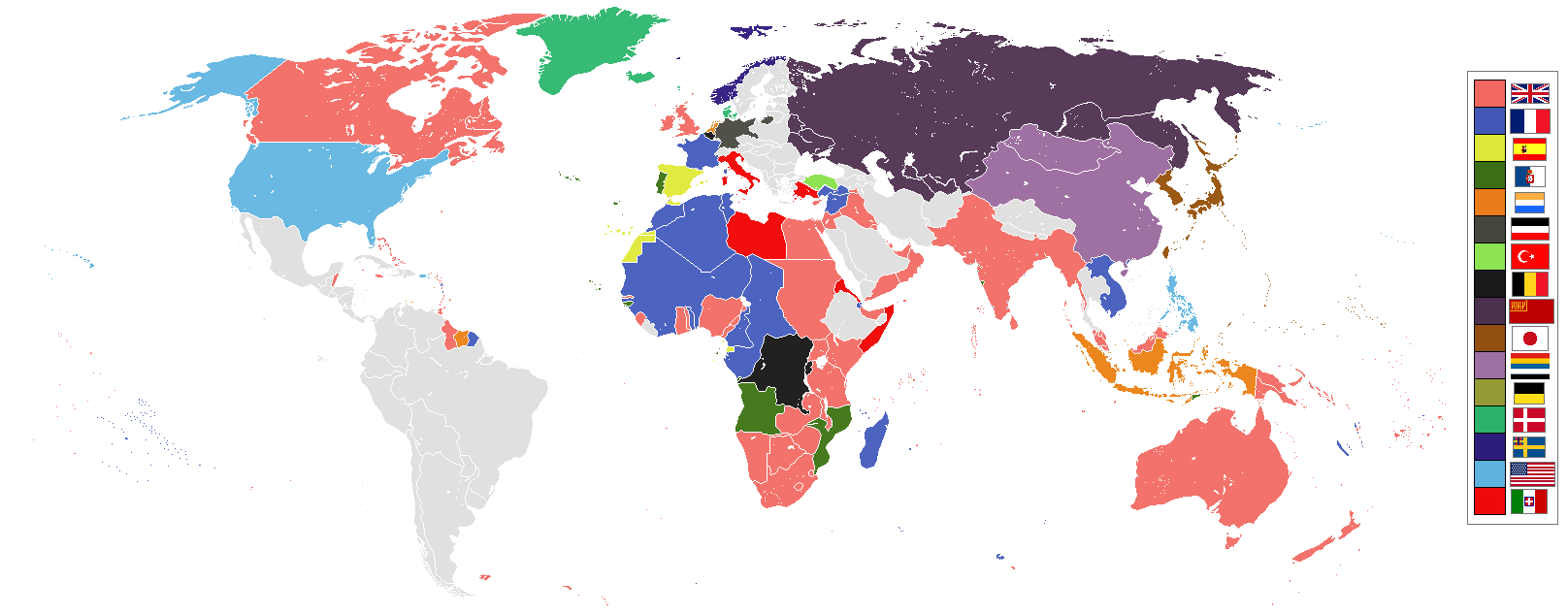
Kolonien und Mutterländer, 1920

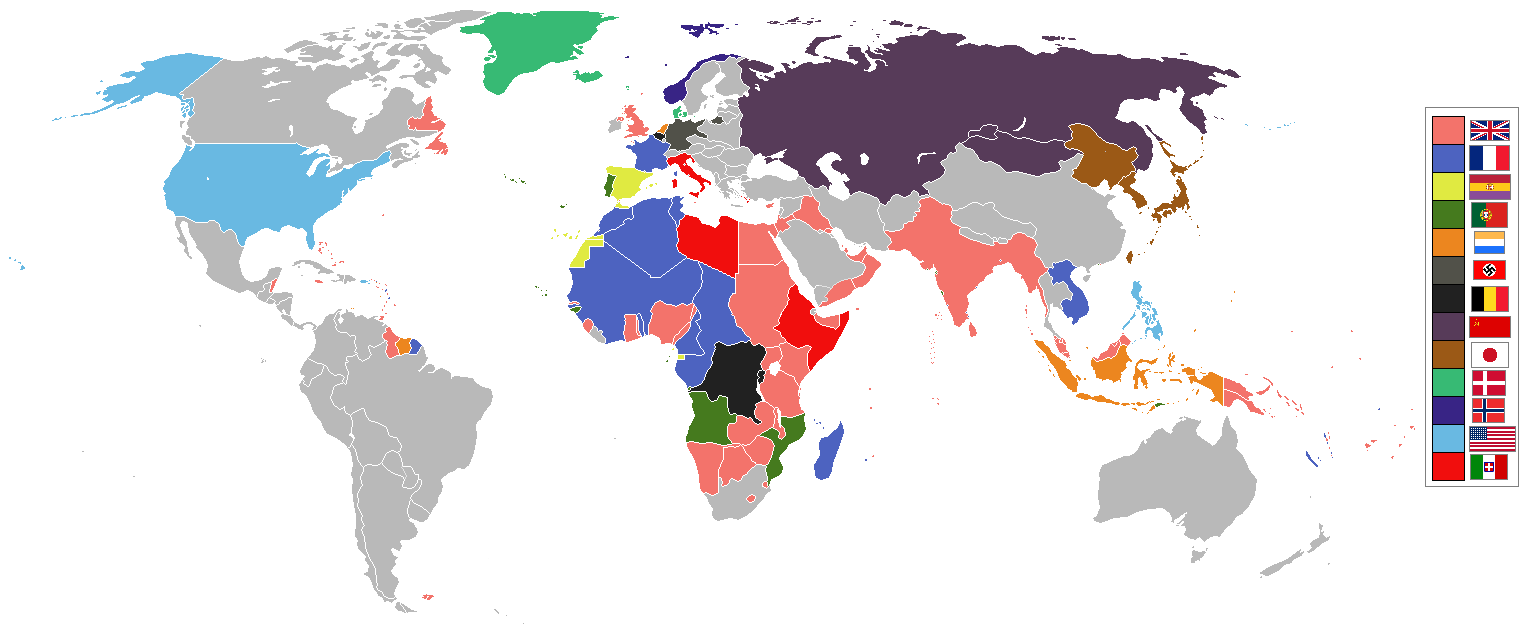
Weltmächte und Kolonien, 1936

Ebenso herrschte auf anderen Kontinenten zwischen den beiden Weltkriegen kein Frieden:
- In Asien unterstützte die Sowjetunion die Gründung der Mongolischen Volksrepublik in der Äußeren Mongolei im Jahr 1924. 1927 eskalierte der Chinesische Bürgerkrieg und 1929 marschierte die Sowjetunion in der von der Republik China beanspruchten Mandschurei im Sowjetisch-chinesischen Grenzkrieg ein. Diesem Konflikt folgte 1931/32 die Mandschurei-Krise und die Besetzung nordchinesischer Provinzen durch japanische Truppen. 1934 erfolgte die Sowjetische Invasion in Xinjiang und 1937 begann der Chinesisch-Japanische Krieg.
- In Afrika versuchte Spanien im Rifkrieg von 1921 bis 1926 seinen Einfluss auf Nordmarokko auszudehnen und Italien führte 1935/36 Krieg gegen Abessinien.
- In Südamerika tobte zwischen 1932 und 1934 der kolumbianisch-peruanische Krieg sowie zwischen Bolivien und Paraguay von 1932 bis 1935 der Chacokrieg.